# أحمد بن محمد (لوبيرات الكنتور)
أحمد بن محمد هو دُوَّار يقع بجماعة الكنتور، إقليم اليوسفية، جهة مراكش آسفي في المملكة المغربية. ينتمي الدوّار لمشيخة لوبيرات الكنتور التي تضم 19 دوار. يقدر عدد سكانه بـ 125 نسمة حسب الإحصاء الرسمي للسكان والسكنى لسنة 2004.

## وصلات خارجية
- البوابة الوطنية للجماعات الترابية
- المندوبية السامية للتخطيط